# Jaruge (Bośnia i Hercegowina)
Jaruge (cyr. Јаруге) – wieś w Bośni i Hercegowinie, w Republice Serbskiej, w mieście Prijedor. W 2013 roku liczyła 196 mieszkańców.